# Ambicodamus
Ambicodamus és un gènere d'aranyes araneomorfes de la família dels nicodàmids (Nicodamidae). Fou descrit per primera vegada l'any 1995 per Mark Harvey.

## Taxonomia
Segons el World Spider Catalog amb data del 2018, Ambicodamus te reconegudes les següents 11 espècies, totes d'Austràlia:
- Ambicodamus audax Harvey, 1995
- Ambicodamus crinitus (L. Koch, 1872)
- Ambicodamus dale Harvey, 1995
- Ambicodamus darlingtoni Harvey, 1995
- Ambicodamus emu Harvey, 1995
- Ambicodamus kochi Harvey, 1995
- Ambicodamus leei Harvey, 1995
- Ambicodamus marae Harvey, 1995
- Ambicodamus sororius Harvey, 1995
- Ambicodamus southwelli Harvey, 1995
- Ambicodamus urbanus Harvey, 1995